# Carlo Caltagirone
Carlo Caltagirone (Catania, 21 ottobre 1948) è un neurologo e neuroscienziato italiano.
È direttore scientifico della Fondazione Santa Lucia IRCCS di Roma.

## Biografia

### Nascita e studi universitari
Nasce a Catania il 21 ottobre 1948. Nel 1966 si iscrive alla facoltà di Medicina e Chirurgia dell’Università Cattolica del Sacro Cuore di Roma, dove si laurea nel 1972. 
Si abilita all’esercizio nel 1973 e nel 1975 diviene Assistente Ordinario presso la Clinica Neurologica dell’Università Cattolica di Roma e consegue la specializzazione in Neurologia (1976) e in Psichiatria (1978) presso lo stesso Ateneo.

## Attività accademica
Nel 1983 viene chiamato dal Consiglio di Facoltà dell’Università degli Studi di Roma Tor Vergata nel ruolo di Professore Associato avviando presso la Clinica Neurologica dell'Università il Laboratorio di Neuropsicologia e Neurologia Comportamentale. Dal 1991 al 1994 ha svolto la propria attività didattica come docente di insegnamento di Clinica Neurologica per il corso integrato di Riabilitazione Neurologica.
Nel 1994 diventa Professore Ordinario di Neurologia e titolare dell’insegnamento di Clinica Neurologica sempre presso l’Università di Roma “Tor Vergata”. Da novembre 2015 a ottobre 2018 ha diretto la Scuola di Specializzazione in Neurologia presso lo stesso Ateneo.

## Attività di ricerca
Le sue principali attività di ricerca sono svolte nel campo delle Neuroscienze cliniche e comportamentali e in quello della Ricerca traslazionale applicata alle principali malattie del Sistema Nervoso Centrale con particolare attenzione per le malattie Neurodegenerative, Neurovascolari e Neuroinfiammatorie.
Contribuisce già nel 1992 allo sviluppo dei Laboratori di ricerca presso la Fondazione Santa Lucia IRCCS, riconosciuta quell’anno dal Ministero della Salute quale Istituto di Ricovero e Cura a Carattere Scientifico dedicato alle Neuroscienze.
Dal 1993 dirige presso il medesimo Istituto il Laboratorio di Neurologia Clinica e Comportamentale in cui vengono sviluppati trattamenti clinici/neuroriabilitativi all’avanguardia per pazienti con lesioni focali e/o diffuse dell’encefalo con disturbi neuromotori e neurocognitivi.

## Altre attività
È membro di alcune società scientifiche nazionali ed internazionali tra cui la SIN, SINP, SINDEM, SINEG, SIRAS e SIRN.
Dal 2013 è membro del Comitato Nazionale di Bioetica (CNB) e dal 2016 del Comitato Nazionale per la Biosicurezza le Biotecnologie e le Scienze della Vita (CNBBSV) della Presidenza del Consiglio dei Ministri, in cui figura anche nel Consiglio Direttivo. 
Dal 2017 fa parte del Consiglio Direttivo ed è Vice Presidente della Rete IRCCS delle Neuroscienze e della Riabilitazione (RIN) e dal 2018 è membro della Commissione Tecnico-Scientifica dell’Agenzia Italiana del Farmaco (AIFA).
Nell’ambito dell’European Academy of Neurology fa parte del panel per la Neuroriabilitazione.

## Pubblicazioni
Con oltre 900 pubblicazioni su riviste internazionali, un H-Idex superiore a 98 e la redazione di manuali e volumi dedicati alla Neurologia è tra i primi dieci scienziati italiani in Neuroscienze e Psicologia.
Tra le sue pubblicazioni:
- “The Mental Deterioration Battery: Normative Data, Diagnostic Reliability and Qualitative Analyses of Cognitive Impairment”- 1996 S. Karger AG, Basel[1]
- “Hand motor cortical area reorganization in stroke” – 1998 NeuroReport[2]
- “Left frontal transcranial magnetic stimulation reduces contralesional extinction in patients with unilateral right brain damage” – 1999, Brain. A Journal of Neurology[3]
- “Forward e backward span per dati verbali e visuo-spaziali: standardizzazione e dati normativi da una popolazione adulta italiana” – 2012 Springer[4]